# Gombogo
Ne doit pas être confondu avec Gombogo-Peulh.
Gombogo est une commune rurale située dans le département de Ziniaré de la province de l'Oubritenga dans la région Plateau-Central au Burkina Faso.

## Santé et éducation
Les centres de soins les plus proches de Gombogo sont le centre de santé et de promotion sociale (CSPS) de Ziniaré et son centre médical avec antenne chirurgicale (CMA).